# Ндере (острів)
Ндере (острів) — невеликий острів в затоці Вінам озера Вікторія в Кенії. Він був оголошений національним парком у листопаді 1986 року і з тих пір є безлюдний.
Ндере означає «місце зустрічі» на мові Долуо. Згідно з фольклором Луо, ранні племінні мігранти відпочивали біля Ндере після довгої подорожі на південь до Долини Нілу. Вони виявили, що пишні пляжі такі приємні, що вони залишилися.
Близько п'ятдесяти імпал були завезені на острів.